# Cementerio municipal de Baltanás
El Cementerio Municipal de Baltanás es un cementerio de propiedad municipal de la localidad de Baltanás, Provincia de Palencia. Ubicado en el Camino del Cementerio, en una ladera orientada a poniente, cercano al Arroyo Fuentelacasa. Actualmente tiene una superficie total de 8983 m², si bien está prevista una ampliación. Se accede a él mediante dos grandes puertas de forja situadas en el Camino del Cementerio.

## Cementerio Viejo
El primer cementerio de Baltanás se ubicaba adosado a la Iglesia parroquial de San Millán. Este primitivo cementerio tenía planta regular, con unas dimensiones de 34,4 m el lado mayor y 31,5 m el lado menor, viniendo a ocupar una superficie de unos 1.000 m². Este camposanto disponía en sus terrenos, además del propio cementerio católico, un pequeño cementerio civil en su extremo y un depósito. Tenía dos entradas, una por la propia iglesia y otra entrada más grande por la calle.
En años posteriores se observa por parte de médico de Baltanás que este terreno se queda pequeño para la población existente en el municipio y por la falta de salubridad de él. Por estos motivos y por la Epidemia de Cólera de 1885, que deja en el municipio una gran cantidad de fallecidos, se decide sacar el cementerio del núcleo urbano y construir un nuevo cementerio a las afueras del pueblo. 

## Cementerio Nuevo
El documento más antiguo, relativo a la construcción del cementerio, es una carta de D. Daniel Heredia García, cura de la Parroquia de San Millán, fechada en 1885 que envía al Obispado de Palencia solicitando permiso para enterrar a fallecidos durante la Epidemia de cólera de 1885 en unos terrenos adquiridos por el Ayuntamiento de Baltanás a las afueras del municipio, a un kilómetro de él, en el sitio denominado Carralmira o La Lámpara. En estos terrenos se entierran a los fallecidos de cólera de manera ocasional y sin ninguna construcción oficial. 
En 1907 se tramita legalmente la construcción del nuevo cementerio, pero el ayuntamiento no tiene dinero y se pospone su construcción. Un año después, en 1908 el ayuntamiento ya dispone de fondos suficientes y destina 3500 pesetas para su construcción, sacando a concurso público su construcción. Este concurso disponía a construcción de un cementerio católico, otro civil, un depósito de cadáveres y un osario. 
Tal era la necesidad del nuevo cementerio que se comenzó a enterrar antes del comienzo de las obras, los primeros enterramientos se realizaron en una esquina del terreno, cercándolo con una pared de piedra y travesaños de madera, de una superficie de 256 m². 
En 1908 se adjudican las construcciones a Antonio Cepeda por una oferta de 2,95 pesetas/m2. En el plano adjunto a la oferta ganadora se puede ver el cementerio católico, con unas dimensiones de 78,6 m x 58 m, adosado a él, en su lado este, el cementerio civil, con unas dimensiones de 20,5 m x 20,5 m, con entrada independiente.